# 김현준 (1991년생 배우)
김현준 (1991년 4월 19일 ~ )은 대한민국의 배우이자 모델이다.

## 학력
- 중앙대학교 연극영화학과

## 출연 작품

### 드라마
- 《닥치고 꽃미남밴드》 (2012년, tvN) - 박표주 역
- 《상어》 (2013년, KBS2) - 어린 이종석 역
- 《더 이상은 못 참아》 (2013년, JTBC) - 홍복규 역
- 《불꽃 속으로》 (2014년, TV조선) - 어린 다케타 역
- 《아홉수 소년》 (2014년, tvN) - 재범 역
- 《KBS 드라마 스페셜 - 내가 술을 마시는 이유》 (2014년, KBS2) - 준호 역
- 《호구의 사랑》 (2015년, tvN) - 노경우 역
- 《사랑하는 은동아》 (2015년, JTBC) - 김비서 역
- 《귀신 보는 형사 처용 2》 (2015년, OCN) - 오창원 역
- 《상상고양이》 (2015년, MBC Every1) - 박진성 역
- 《화랑》 (2016년, KBS2) - 석단세 역
- 《흑기사》 (2017년, KBS2) - 최지훈 역
- 《기름진 멜로》 (2018년, SBS) - 광동식 역
- 《대장금이 보고있다》 (2018년, MBC) - 한정식 역
- 《어사와 조이》 (2021년, tvN) - 지맹수 역
- 《가슴이 뛴다》 (2023년, KBS2) - 박수 무당 역
- 《신데렐라 게임》 (2024년, KBS2) - 구준혁 역

### 영화
- 《한공주》 (2014년) - 민호 역
- 《내 연애의 기억》 (2014년) - 은결 역
- 《기화》 (2015년) - 기화 역
- 《수성못》 (2018년) - 차영목 역
- 《인랑》 (2018년) - 인랑 6 역
- 《나의 탐스러운 사생활》 (2025년) - 이바이스 역

### 방송
- 《꽃미남 캐스팅, 오! 보이》 (2011년, tvN)